# طريق سريع

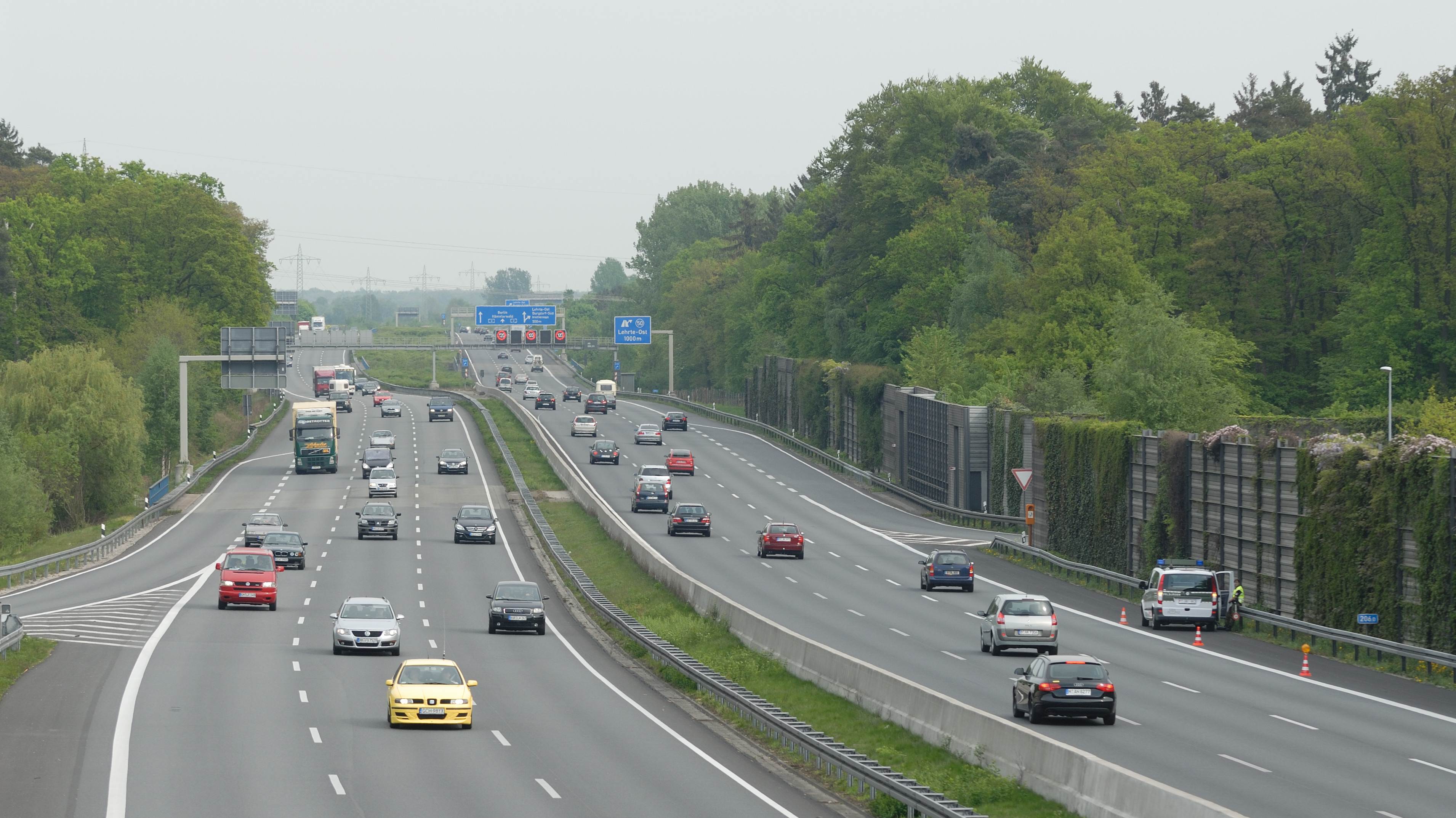
طريق سيار بالقرب من هانوفر

الطريق السريع هو طريق تم إنشاءه للنقل العام بين أماكن مهمة مثل المدن والبلدات والمعالم ويتم استخدام هذا المصطلح للإشارة إلى عدة أنواع من الطرق.
- أعلى درجات الطرق في المعايير يسمى طريق سيار (في دول المغرب)، أو طريق حر (في مصر) أو طريق المرور السريع (في العراق).
- قد يقصد أيضا طريق مزدوج لا يرقى إلى التصنيف الأول.
- في بعض البلدان ذات الكثافة السكانية المتدنية، مثل أستراليا، تصنف بعض الطرق الأحادية طرقا سريعة.

الطرق السريعة لها عدة تصاميم مختلفة، من الممكن أن تكون بعدة مسارات مع وجود جزيرة وسطية أو حاجز يفصل بين الاتجاهين المختلفين لحركة المرور، ونقط تحكم في الدخول (مدارج وجسور)، ويمكن أن تكون الطرق السريعة بسيطة مثل طريق ذو مسارين.
في العديد من الدول، يتم ترقيم هذه الطرق للتمييز بينها بسهولة.